# Sockel 1151
Der Sockel 1151 (auch LGA1151 genannt) ist ein Prozessorsockel für Intel-Desktop-Prozessoren mit Skylake-, Kaby-Lake- und Coffee-Lake-Mikroarchitektur (die 6. bis 9. Generation der Intel-Core-, -Pentium- und -Celeron-Prozessoren), welche Intel-100-Serie und Intel-200-Serie-Chipsätze benötigen.
Die Prozessoren der Coffee-Lake-Generation benötigen Mainboards mit Intel-300-Serie-Chipsätzen, zudem wurde die Beschaltung des Sockels geändert, so dass Skylake- und die originalen Kaby-Lake-Prozessoren dort nicht verwendet werden können. Zur Unterscheidung wird der Sockel daher inoffiziell Sockel 1151v2 genannt.
Eingeführt wurde der Sockel 1151 im Juli 2015 als Nachfolger des Sockels 1150. Abgelöst wird er seit Mitte 2020 durch den Sockel 1200 (auch LGA1200) für Prozessoren der 10. und 11. Intel-Core-i-Generation.

## Serie 100-Chipsatz
(Quelle: )
|                                              |                                              | H110                                         | B150                                         | Q150                                         | H170                                         | Q170                                         | Z170                                         |
| -------------------------------------------- | -------------------------------------------- | -------------------------------------------- | -------------------------------------------- | -------------------------------------------- | -------------------------------------------- | -------------------------------------------- | -------------------------------------------- |
| Übertaktung                                  | Übertaktung                                  | Nein                                         | Nein                                         | Nein                                         | Nein                                         | Nein                                         | Ja                                           |
| Bus Interface                                | Bus Interface                                | DMI 3.0 ×4                                   | DMI 3.0 ×4                                   | DMI 3.0 ×4                                   | DMI 2.0 ×4                                   | DMI 3.0 ×4                                   | DMI 3.0 ×4                                   |
| CPU-Unterstützung                            | CPU-Unterstützung                            | Skylake Kaby Lake (BIOS-Update erforderlich) | Skylake Kaby Lake (BIOS-Update erforderlich) | Skylake Kaby Lake (BIOS-Update erforderlich) | Skylake Kaby Lake (BIOS-Update erforderlich) | Skylake Kaby Lake (BIOS-Update erforderlich) | Skylake Kaby Lake (BIOS-Update erforderlich) |
| Speicherunterstützung                        | RAM                                          | DDR4 / DDR3(L)                               | DDR4 / DDR3(L)                               | DDR4 / DDR3(L)                               | DDR4 / DDR3(L)                               | DDR4 / DDR3(L)                               | DDR4 / DDR3(L)                               |
| Speicherunterstützung                        | ECC                                          | Nein                                         | Nein                                         | Nein                                         | Nein                                         | Nein                                         | Nein                                         |
| Maximale Anzahl DIMM-Steckplätze             | Maximale Anzahl DIMM-Steckplätze             | 2                                            | 4                                            | 4                                            | 4                                            | 4                                            | 4                                            |
| USB 2.0-Anschlüsse                           | USB 2.0-Anschlüsse                           | 10                                           | 12                                           | 14                                           | 14                                           | 14                                           | 14                                           |
| USB 3.0-Anschlüsse                           | USB 3.0-Anschlüsse                           | 4                                            | 6                                            | 8                                            | 8                                            | 10                                           | 10                                           |
| SATA 6-Gbit/s-Anschlüsse                     | SATA 6-Gbit/s-Anschlüsse                     | 4                                            | 6                                            | 6                                            | 6                                            | 6                                            | 6                                            |
| PCIe-Unterstützung (maximal)                 | 3.0 (CPU)                                    | -                                            | 1×16                                         | 1×16                                         | 1×16                                         | 1×16 oder 2×8 oder 1×8 + 2×4                 | 1×16 oder 2×8 oder 1×8 + 2×4                 |
| PCIe-Unterstützung (maximal)                 | 2.0 (CPU)                                    | 1×16                                         | -                                            | -                                            | -                                            | -                                            | -                                            |
| PCIe-Unterstützung (maximal)                 | 3.0 (PCH)                                    | 0                                            | 8                                            | 10                                           | 16                                           | 20                                           | 20                                           |
| PCIe-Unterstützung (maximal)                 | 2.0 (PCH)                                    | 6                                            | 0                                            | 0                                            | 0                                            | 0                                            | 0                                            |
| Unterstützte Bildschirme                     | Unterstützte Bildschirme                     | 2                                            | 3                                            | 3                                            | 3                                            | 3                                            | 3                                            |
| RAID-Unterstützung                           | PCIe                                         | Nein                                         | Nein                                         | Nein                                         | 0,1,5                                        | 0,1,5                                        | 0,1,5                                        |
| RAID-Unterstützung                           | SATA                                         | Nein                                         | Nein                                         | Nein                                         | 0,1,5,10                                     | 0,1,5,10                                     | 0,1,5,10                                     |
| Intel-Optane-Memory-Unterstützung            | Intel-Optane-Memory-Unterstützung            | Nein                                         | Nein                                         | Nein                                         | Nein                                         | Nein                                         | Nein                                         |
| Intel-Smart-Sound-Technologie                | Intel-Smart-Sound-Technologie                | Nein                                         | Ja                                           | Ja                                           | Ja                                           | Ja                                           | Ja                                           |
| Intel-Trusted-Execution und vPro-Technologie | Intel-Trusted-Execution und vPro-Technologie | Nein                                         | Nein                                         | Nein                                         | Nein                                         | Ja                                           | Nein                                         |
| Maximale Verlustleistung TDP                 | Maximale Verlustleistung TDP                 | 6 W                                          | 6 W                                          | 6 W                                          | 6 W                                          | 6 W                                          | 6 W                                          |
| Fertigungsprozess                            | Fertigungsprozess                            | 22 nm                                        | 22 nm                                        | 22 nm                                        | 22 nm                                        | 22 nm                                        | 22 nm                                        |
| Markteinführung                              | Markteinführung                              | Q3 2015                                      | Q3 2015                                      | Q3 2015                                      | Q3 2015                                      | Q3 2015                                      | Q3 2015                                      |

## Serie 200-Chipsatz
(Quelle: )
|                                     |                                     | B250                  | Q250                  | H270                  | Q270                         | Z270                         |
| ----------------------------------- | ----------------------------------- | --------------------- | --------------------- | --------------------- | ---------------------------- | ---------------------------- |
| Übertaktung                         | Übertaktung                         | Nein                  | Nein                  | Nein                  | Nein                         | Ja                           |
| Bus Interface                       | Bus Interface                       | DMI 3.0 ×4            | DMI 3.0 ×4            | DMI 3.0 ×4            | DMI 3.0 ×4                   | DMI 3.0 ×4                   |
| CPU-Unterstützung                   | CPU-Unterstützung                   | Skylake und Kaby Lake | Skylake und Kaby Lake | Skylake und Kaby Lake | Skylake und Kaby Lake        | Skylake und Kaby Lake        |
| Speicherunterstützung               | RAM                                 | DDR4 / DDR3(L)        | DDR4 / DDR3(L)        | DDR4 / DDR3(L)        | DDR4 / DDR3(L)               | DDR4 / DDR3(L)               |
| Speicherunterstützung               | ECC                                 | Nein                  | Nein                  | Nein                  | Nein                         | Nein                         |
| Maximale Anzahl DIMM-Steckplätze    | Maximale Anzahl DIMM-Steckplätze    | 4                     | 4                     | 4                     | 4                            | 4                            |
| USB 2.0-Anschlüsse                  | USB 2.0-Anschlüsse                  | 12                    | 14                    | 14                    | 14                           | 14                           |
| USB 3.0-Anschlüsse                  | USB 3.0-Anschlüsse                  | 6                     | 8                     | 8                     | 10                           | 10                           |
| SATA 6-Gbit/s-Anschlüsse            | SATA 6-Gbit/s-Anschlüsse            | 6                     | 6                     | 6                     | 6                            | 6                            |
| PCIe-Unterstützung (maximal)        | 3.0 (CPU)                           | 1×16                  | 1×16                  | 1×16                  | 1×16 oder 2×8 oder 1×8 + 2×4 | 1×16 oder 2×8 oder 1×8 + 2×4 |
| PCIe-Unterstützung (maximal)        | 3.0 (PCH)                           | 12                    | 14                    | 20                    | 24                           | 24                           |
| Unterstützte Bildschirme            | Unterstützte Bildschirme            | 3                     | 3                     | 3                     | 3                            | 3                            |
| RAID-Unterstützung                  | PCIe                                | Nein                  | Nein                  | 0,1,5                 | 0,1,5                        | 0,1,5                        |
| RAID-Unterstützung                  | SATA                                | Nein                  | Nein                  | 0,1,5,10              | 0,1,5,10                     | 0,1,5,10                     |
| Intel-Optane-Memory-Unterstützung   | Intel-Optane-Memory-Unterstützung   | Ja                    | Ja                    | Ja                    | Ja                           | Ja                           |
| Intel-Smart-Sound-Technologie       | Intel-Smart-Sound-Technologie       | Ja                    | Ja                    | Ja                    | Ja                           | Ja                           |
| Intel-Trusted-Execution-Technologie | Intel-Trusted-Execution-Technologie | Nein                  | Ja                    | Nein                  | Ja                           | Nein                         |
| Intel-vPro-Technologie              | Intel-vPro-Technologie              | Nein                  | Nein                  | Nein                  | Ja                           | Nein                         |
| Maximale Verlustleistung TDP        | Maximale Verlustleistung TDP        | 6 W                   | 6 W                   | 6 W                   | 6 W                          | 6 W                          |
| Fertigungsprozess                   | Fertigungsprozess                   | 22 nm                 | 22 nm                 | 22 nm                 | 22 nm                        | 22 nm                        |
| Markteinführung                     | Markteinführung                     | Q1 2017               | Q1 2017               | Q1 2017               | Q1 2017                      | Q1 2017                      |

## Serie 300-Chipsatz
(Quelle: )
|                                              |                                              | H310                                           | B360                                           | B365                                           | H370                                           | Q370                                           | Z370                                           | Z390                                           |
| -------------------------------------------- | -------------------------------------------- | ---------------------------------------------- | ---------------------------------------------- | ---------------------------------------------- | ---------------------------------------------- | ---------------------------------------------- | ---------------------------------------------- | ---------------------------------------------- |
| Übertaktung                                  | Übertaktung                                  | Nein                                           | Nein                                           | Nein                                           | Nein                                           | Nein                                           | Ja                                             | Ja                                             |
| Bus Interface                                | Bus Interface                                | DMI 2.0 ×4                                     | DMI 3.0 ×4                                     | DMI 3.0 ×4                                     | DMI 3.0 ×4                                     | DMI 3.0 ×4                                     | DMI 3.0 ×4                                     | DMI 3.0 ×4                                     |
| CPU-Unterstützung                            | CPU-Unterstützung                            | Coffee Lake Refresh (BIOS-Update erforderlich) | Coffee Lake Refresh (BIOS-Update erforderlich) | Coffee Lake Refresh (BIOS-Update erforderlich) | Coffee Lake Refresh (BIOS-Update erforderlich) | Coffee Lake Refresh (BIOS-Update erforderlich) | Coffee Lake Refresh (BIOS-Update erforderlich) | Coffee Lake Refresh (BIOS-Update erforderlich) |
| Speicherunterstützung                        | RAM                                          | DDR4                                           | DDR4                                           | DDR4                                           | DDR4                                           | DDR4                                           | DDR4                                           | DDR4                                           |
| Speicherunterstützung                        | ECC                                          | Nein                                           | Nein                                           | Nein                                           | Nein                                           | Nein                                           | Nein                                           | Nein                                           |
| Maximale Anzahl DIMM-Steckplätze             | Maximale Anzahl DIMM-Steckplätze             | 2                                              | 4                                              | 4                                              | 4                                              | 4                                              | 4                                              | 4                                              |
| USB 2.0-Anschlüsse                           | USB 2.0-Anschlüsse                           | 10                                             | 12                                             | 14                                             | 14                                             | 14                                             | 14                                             | 14                                             |
| USB 3.1-Anschlüsse                           | Gen 1 (5 Gbit/s)                             | 4                                              | 6                                              | 8                                              | 8                                              | 6                                              | 10                                             | 10                                             |
| USB 3.1-Anschlüsse                           | Gen 2 (10 Gbit/s)                            | 0                                              | 4                                              | 0                                              | 4                                              | 10                                             | 0                                              | 6                                              |
| SATA 6-Gbit/s-Anschlüsse                     | SATA 6-Gbit/s-Anschlüsse                     | 4                                              | 6                                              | 6                                              | 6                                              | 6                                              | 6                                              | 6                                              |
| PCIe-Unterstützung (maximal)                 | 3.0 (CPU)                                    | -                                              | 1×16                                           | 1×16                                           | 1×16                                           | 1×16 oder 2×8 oder 1×8 + 2×4                   | 1×16 oder 2×8 oder 1×8 + 2×4                   | 1×16 oder 2×8 oder 1×8 + 2×4                   |
| PCIe-Unterstützung (maximal)                 | 2.0 (CPU)                                    | 1×16                                           | -                                              | -                                              | -                                              | -                                              | -                                              | -                                              |
| PCIe-Unterstützung (maximal)                 | 3.0 (PCH)                                    | 0                                              | 12                                             | 20                                             | 20                                             | 24                                             | 24                                             | 24                                             |
| PCIe-Unterstützung (maximal)                 | 2.0 (PCH)                                    | 6                                              | 0                                              | 0                                              | 0                                              | 0                                              | 0                                              | 0                                              |
| Unterstützte Bildschirme                     | Unterstützte Bildschirme                     | 2                                              | 3                                              | 3                                              | 3                                              | 3                                              | 3                                              | 3                                              |
| RAID-Unterstützung                           | PCIe                                         | Nein                                           | Nein                                           | 0,1,5                                          | 0,1,5                                          | 0,1,5                                          | 0,1,5                                          | 0,1,5                                          |
| RAID-Unterstützung                           | SATA                                         | Nein                                           | Nein                                           | 0,1,5,10                                       | 0,1,5,10                                       | 0,1,5,10                                       | 0,1,5,10                                       | 0,1,5,10                                       |
| Intel-Optane-Memory-Unterstützung            | Intel-Optane-Memory-Unterstützung            | Nein                                           | Ja                                             | Ja                                             | Ja                                             | Ja                                             | Ja                                             | Ja                                             |
| Intel-Smart-Sound-Technologie                | Intel-Smart-Sound-Technologie                | Nein                                           | Ja                                             | Ja                                             | Ja                                             | Ja                                             | Ja                                             | Ja                                             |
| Intel-Trusted-Execution und vPro-Technologie | Intel-Trusted-Execution und vPro-Technologie | Nein                                           | Nein                                           | Nein                                           | Nein                                           | Ja                                             | Nein                                           | Nein                                           |
| Maximale Verlustleistung TDP                 | Maximale Verlustleistung TDP                 | 6 W                                            | 6 W                                            | 6 W                                            | 6 W                                            | 6 W                                            | 6 W                                            | 6 W                                            |
| Fertigungsprozess                            | Fertigungsprozess                            | 14 nm                                          | 14 nm                                          | 14 nm                                          | 14 nm                                          | 14 nm                                          | 14 nm                                          | 14 nm                                          |
| Markteinführung                              | Markteinführung                              | Q2 2018                                        | Q2 2018                                        | Q4 2018                                        | Q2 2018                                        | Q2 2018                                        | Q4 2017                                        | Q4 2018                                        |